# Peter Kotte
Peter Kotte (* 8. Dezember 1954 in Lötzschen bei Großenhain) ist ein ehemaliger deutscher Fußballspieler. In der höchsten Spielklasse des DDR-Fußballs, der Oberliga, spielte er für die SG Dynamo Dresden, mit der er dreimal Meister und einmal Pokalsieger wurde. Kotte lief in 21 Länderspielen für die DDR-A-Nationalelf auf. Als Anfang 1981 eine versuchte Flucht in die Bundesrepublik Deutschland eines Mannschaftskollegen aufgedeckt wurde, wurde Kotte wegen Mitwisserschaft inhaftiert und anschließend für die zwei höchsten Spielklassen im Spielbetrieb des DFV bis zur deutschen Wiedervereinigung gesperrt.

## Sportliche Laufbahn
Kotte begann als Schüler bei der Betriebssportgemeinschaft Lokomotive in Lampertswalde und wechselte 1969 in den Nachwuchs der BSG Stahl Riesa. Während der Saison 1972/73 rückte Kotte in die 1. Männermannschaft auf, die in dieser Spielzeit in der zweitklassigen Liga vertreten war. Mit 28 Spielen in Liga (20) und Aufstiegsrunde (acht) sowie insgesamt drei Toren trug der 18-Jährige zum Aufstieg in die Oberliga bei. Außerdem beendete er seine Mechanikerlehre. In der Saison 1973/74 wurde er von Beginn an als Linksaußen eingesetzt. Am 4. Saisonspieltag schoss er im Heimspiel gegen den FC Vorwärts Frankfurt das erste Oberligator seiner Karriere, als er in der 42. Minute den 1:1-Endstand herstellte.
Auf der Suche nach einem Ersatz für seinen langzeitverletzten besten Torschützen Hans-Jürgen Kreische trat der Trainer des aktuellen Meisters Dynamo Dresden Walter Fritzsch noch im Herbst 1973 an Kotte heran, um ihn zu einem Wechsel zum Bezirksrivalen zu überreden. Nachdem Kotte die Zusage erhalten hatte, im Falle eines Scheiterns nach Riesa zurückkehren zu dürfen, erklärte er sich zum Wechsel bereit. Dieser erfolgte von einem Spieltag zum anderen: am 10. Spieltag spielte Kotte noch in Erfurt für Stahl Riesa und in der Begegnung des 11. Spieltages zwischen Dynamo Dresden und dem 1. FC Lokomotive Leipzig 1:0 knapp einen Monat später stand Kotte bereits als Linksaußen in der Dynamo-Mannschaft. Bis zum Ende der Saison bestritt er auf dieser Position alle restlichen Punktspiele. Im Laufe der Saison 1974/75 wechselte er auf die Position des Mittelstürmers, die er auch in den folgenden Jahren beibehielt.
Die Oberligasaison 1975/76 beendete Kotte mit seinem ersten Titel in der Oberliga. Mit 22 Punktspieleinsätzen und vier Toren war er am Gewinn der Meisterschaft der Dresdner Dynamos beteiligt. In der Saison 1976/77 konnte Kotte verletzungsbedingt nur in der Hinrunde der Oberliga spielen und trug somit nur bedingt mit 13 Einsätzen und sieben Toren zur Dresdner Titelverteidigung bei. Als Einwechselspieler für 17 Minuten war er auch am Pokalsieg am 28. Mai 1977 über den 1. FC Lok Leipzig (3:2) beteiligt. Seine intensivste Oberligasaison spielte Kotte 1977/78, als er am Meisterschaftshattrick der Dresdner mit 25 Spielen beteiligt war und mit elf Treffern Torschützenkönig seiner Mannschaft wurde. Außerdem stand er erneut im Pokalfinale, das Dresden diesmal jedoch mit 0:1 gegen den 1. FC Magdeburg verlor. Bis zum November 1980 blieb Kotte unumstrittener Mittelstürmer bei Dynamo Dresden. Bis dahin hatte er innerhalb von sieben Jahren 156 Oberligaspiele für Dresden bestritten und 53 Punktspieltore erzielt. In dieser Zeit war er in allen 36 Dresdner Europapokalspielen eingesetzt worden und hatte vier Tore erzielt.
Im Januar 1981 sollte Kotte mit der Nationalmannschaft auf eine Südamerikatournee gehen. Bei der Abreise wurde er zusammen mit seinen Dresdner Mannschaftskollegen Matthias Müller und Gerd Weber auf dem Ost-Berliner Flughafen Schönefeld wegen versuchtem „Ungesetzlichen Grenzübertritts“ verhaftet. Am 4. Mai 1981 verurteilte das Bezirksgericht Dresden Weber unter Ausschluss der Öffentlichkeit zu zwei Jahren und drei Monaten Freiheitsstrafe, von denen er elf Monate absitzen musste. Müller und Kotte wurden wegen Mitwisserschaft nach mehrtägiger Untersuchungshaft bei Dynamo Dresden entlassen und lebenslang für die erste und zweite Spielklasse gesperrt.
Kotte schloss sich daraufhin dem drittklassigen Bezirksligisten BSG Fortschritt Neustadt an, mit dem er 1982 die Dresdner Bezirksmeisterschaft gewann. Der damit verbundene Aufstieg in die Liga hatte für Kotte zur Konsequenz, dass er in die 2. Mannschaft ausweichen musste, da er wegen seiner Sperre für die zweitklassige Liga keine Spielberechtigung erhielt. Ein Jahr später konnte er wieder in die 1. Mannschaft aufrücken, da Neustadt sofort wieder abgestiegen war. In einem Punktspiel erlitt Kotte 1984 eine schwere Wadenbeinverletzung. Eine drohende Beinamputation konnte zwar abgewendet werden, doch für den 29-Jährigen war die aktive Laufbahn beendet.

### Auswahleinsätze
Anfang 1974 war Kotte nach seinem Wechsel von Riesa nach Dresden in den Kader der DDR-Nachwuchsauswahl aufgenommen worden, für die er am 27. Februar 1974 im Qualifikationsspiel zur U-23-EM gegen Italien (1:1) sein erstes Länderspiel bestritt. Mit der Nachwuchsauswahl wurde er sowohl 1974 (U-21) als auch 1978 (U-23), damals als ein der älteren spielberechtigten Akteure, Vizeeuropameister beim kontinentalen Championat. Bis 1978 bestritt er, verteilt auf die damals zeitweise noch parallel antretende U-21 und U-23, insgesamt 26 Nachwuchsländerspiele, in denen der Dynamo-Angreifer zehn Tore schoss.
Bei einem Freundschaftsspiel gegen Algerien in Cottbus im April 1976 wurde er beim 5:0-Sieg als Rechtsaußen erstmals in der DDR-A-Nationalmannschaft eingesetzt und schoss bei seinem Debüt zwei Tore. Bis 1980 absolvierte er 21 A-Länderspiele, in denen er drei Tore erzielte. Außerdem bestritt er am 17. August 1977 einen Auftritt in der DDR-B-Auswahl, als Polen auswärts mit 2:1 besiegt werden konnte.

## Weiterer Werdegang
Kotte hatte inzwischen die Trainerlizenz für die dritte Liga erworben und konnte als Trainer weiter am Fußballgeschehen teilnehmen. So übernahm er zunächst das Training seiner Mannschaft in Neustadt, später war er im ostsächsischen Raum bei unterklassigen Mannschaften in Großharthau, Dresden-Leuben, Heidenau und Freital tätig. 1990 wurde Kotte bei Dynamo Dresden rehabilitiert, 2001 wurde er Ehrenmitglied und 2002 Nachwuchstrainer.